# Zeuzeropecten lecerfi
Zeuzeropecten lecerfi is een vlinder uit de familie van de Houtboorders (Cossidae). Deze soort is voor het eerst wetenschappelijk beschreven als Duomitus lecerfi door Pierre Viette in een publicatie uit 1958.
De soort komt voor in Madagaskar.
De rups leeft op Uncaria rhynchophylla (Rubiaceae).